# 三博波雷古寺
三博波雷古寺（高棉語： Prasat Sambor Prei Kuk）是柬埔寨的一處考古遺址，位於磅同省首府磅同市以北30公里處，距離吳哥古跡176公里，距離金邊206公里。
三博波雷古遺址的年代可以追溯到前吳哥時期的真臘王國（6世紀末期至9世紀初期），此地由真臘國王伊奢那跋摩一世（伊奢那先代）建立，列為皇家聖地和首都，命名為伊奢那城（ Isan borak）。2017年，三博波雷古被聯合國教科文組織認定為世界遺產。

## 登录基准
该世界遗产被认为满足世界遺產登錄基準中的以下基準而予以登錄：
- （ii）在某期间或某种文化圈里对建筑、技术、纪念性艺术、城镇规划、景观设计之发展有巨大影响，促进人类价值的交流。
- （iii）呈现有关现存或者已经消失的文化传统、文明的独特或稀有之证据。
- （vi）具有显著普遍价值的事件、活的传统、理念、信仰、艺术及文学作品，有直接或实质的连结（世界遗产委员会认为该基准应最好与其他基准共同使用）。